# Fàbrica de Tabacs (València)
Fàbrica de Tabacs, Fàbrica de Tabacs de València o Tabacalera és l'edifici situat al barri de l'Exposició, a València, amb la característica de ser un dels escassos exemples d'arquitectura industrial conservats a la ciutat. Va ser inicialment el Palau de les Indústries, després passà a ser fàbrica de tabac i finalment, de titularitat pública. Des del 2006 hi ha un conflicte per l'ús de l'edifici.

## Característiques
L'edifici està catalogat amb un nivell de protecció 2. Les façanes són de rajola i donen a quatre carrers. L'edifici està situat prop del passeig de l'Alameda, davant de la Casa de la Lactància i La Llanera. Entre els carrers Amadeu de Savoia, Naturalista Arévalo Baca, Naturalista Rafael Cisternas i el carrer Misser Mascó.
Consisteix en cinc edificis:
- Edifici principal

Inaugurat el 1909 per a l'Exposició Regional. Fou projectat per l'arquitecte Celestino Aranguren i els enginyers Federico García i Mauro Serret, dirigits per Ramón Lucini Callejo.
La planta de l'edifici és rectangular, la seua façana principal mira al carrer Amadeu de Savoia i mesura 120 metres de llarg per 75 metres de fons i està format per quatre patis (dos grans i dos menors).
- Nau situada a 12,5 metres del nord del principal

Mesura 120 metres de llarg i 15 metres d'ample. Està situat paral·lel a l'edifici principal.
- Nau situada a 10 metres de l'est del principal

Té 15 metres de façana recaient al carrer Amadeu de Savoia i 32 metres al carrer Rafael Cisneros.
- Nau situada a 10 metres a l'oest del principal

Té 15 metres de façana recaient al carrer Amadeu de Savoia i 32 metres de façana recaient al carrer Arévalo Baca.

## Història
L'inici de la construcció de l'edifici fou el 1905, acabant la construcció el 1909 per a l'Exposició Regional 1909 amb la funció de ser un Palau de les Indústries. El 1911 començà a funcionar com a fàbrica de tabac.
Se sap per registres fotogràfics de 1924 que el conjunt d'edificis d'avui en dia existia aleshores.

### Conflicte amb l'Ajuntament
El Pla General d'Ordenació Urbana (PGOU) li donava una protecció de nivell 2 amb l'ús industrial com a destinació. El 2006 fou modificat donant-li l'ús dotacional d'equipament institucional i residencial.
El 2005, l'ajuntament signa un conveni amb el Grup Ballester (Inmobiliaria Guadalmedina) i ALTADIS pel qual compra al grup immobiliari la propietat de l'edifici històric. Aquest conveni és considerat per Sorribes i Monrabal (2015, p. 281) «un de los convenis més lesius per als interessos generales de la ciutat, i una important font d'enriquiment per al capital immobiliari».
El 19 de setembre de 2006 s'aprova la modificació del PGOU.
El 26 d'octubre de 2006, el Grup Ballester guanya 200 milions d'euros car l'havia comprat per 58 milions d'euros.
El 2006 l'ajuntament de València, amb Rita Barberà d'alcaldessa, va tractar de cedir una part del conjunt dels edificis per a la construcció de vivendes de renda lliure, per al qual calia fer una demolició parcial. Una plataforma de ciutadans, Salvem Tabacalera s'hi va oposar. L'ajuntament argumentà que els edificis que volien demolir no tenien caràcter històric per ser posteriors a l'edifici principal, cosa refutada per la prova presentada per un arquitecte.
El Tribunal Superior de Justícia de la Comunitat Valenciana (TSJCV) va emetre una sentència de l'11 d'octubre de 2006 que denegava la suspensió de la modificació del PGOU. Davant d'aquesta, l'associació Salvem Tabacalera interposà un recurs de súplica que va ser contestada amb un auto del 19 de febrer de 2007 reafirmant-se.
L'1 de maig de 2007, els costos de la rehabilitació de l'edifici suposen una quantitat triple del cost previst.
El 23 de febrer de 2007 es publica altre auto del TSJCV contrari a les aspiracions de Salvem Tabacalera. El Tribunal Suprem estimà el recurs de queixa contra l'auto de 10 d'abril de 2007 confirmat el 18 de juny de 2007.
El 23 d'octubre de 2007, l'alcaldessa dona permís per la demolició a l'edifici històric. El 6 de novembre, Salvem advertí que els blocs de 9 altures farien efecte barrera sobre l'edifici de la Tabacalera.
El 31 de desembre de 2008, el Pla de Tabacalera causà que el districte d'Exposició siga un dels districtes de València que més inversió rep.
El 4 de maig de 2009 el Tribunal Suprem sentència contra l'aspiració de Salvem Tabacalera. El 9 de maig, el Tribunal Suprem valida les demolicions perquè l'edifici principal estava protegit. Una sentència del TSJCV, de 26 d'abril de 2010, desestima un recurs interposat per Salvem Tabacalera. Dos de les naus del conjunt dels edificis foren tombades. Altra sentència del Tribunal Suprem, de 10 de febrer de 2011, no admet el recurs de Salvem Tabacalera. El 9 de juliol de 2013, el Tribunal Suprem va anul·lar la sentència del Tribunal Superior de Justícia de la Comunitat Valenciana que avalava la demolició dels edificis de la Tabacalera. El 10 de novembre de 2013, el Tribunal Suprem de Justícia obligà a la Conselleria de Cultura que entregara els informes de les demolicions. Es descobrí que la Conselleria els autoritzà solament amb la firma del director general i en contra dels informes anteriors. Un dels magistrats afirmà que hi havia corrupció urbanísitica.
El 2018, l'ajuntament de València, amb el Govern de la Nau al capdavant, va tractar de solucionar el conflicte cedint dos solars (un solar originalment cedit per a un centre escolar que realment era inhàbil per la legislació i un altre que tenia un ús original per a un espai verd) a la constructora Guadalmedina. Els veïns no els pareixia una actuació correcta perquè afectaria a la falta d'equipaments del barri i parlaren amb partits polítics de l'oposició, Ciutadans i el Partit Popular. Aquests dos partits van comprometre's a que si accedien al govern de l'ajuntament, tractarien de frenar aquest projecte.
El juny de 2019 l'ajuntament de València activà les 428 plaques solars instal·lades a l'edifici des de fa 9 anys.